# Ludwik Mostowski
Ludwik Mostowski herbu Dołęga – cześnik łomżyński w 1750 roku.
Jako poseł ziemi łomżyńskiej na sejm elekcyjny był elektorem Stanisława Augusta Poniatowskiego w 1764 roku z ziemi łomżyńskiej.